# 辛烯
辛烯（英語：Octene）可以指：

### C8为主链
- 1-辛烯 CAS#111-66-0
- 2-辛烯 混合CAS编号：111-67-1 
  - 顺-2-辛烯  CAS#7642-04-8 
  - 反-2-辛烯  CAS#13389-42-9
- 3-辛烯 混合CAS编号：592-98-3 
  - 顺-3-辛烯  CAS#14850-22-7 
  - 反-3-辛烯  CAS#14919-01-8
- 4-辛烯 混合CAS编号：592-99-4 
  - 顺-4-辛烯  CAS#7642-15-1 
  - 反-4-辛烯  CAS#14850-23-8

### C7为主链
- 以2-甲基庚烷为骨架
  - 6-甲基-1-庚烯（异辛烯）CAS#5026-76-6 
  - 6-甲基-2-庚烯 混合CAS编号： ？
    - 顺-6-甲基-2-庚烯 CAS#  ？
    - 反-6-甲基-2-庚烯 CAS#  ？

  - 6-甲基-3-庚烯 混合CAS编号： ？
    - 顺-6-甲基-3-庚烯 CAS#  ？
    - 反-6-甲基-3-庚烯 CAS#  ？

  - 2-甲基-3-庚烯 混合CAS编号： ？
    - 顺-2-甲基-3-庚烯 CAS#  ？
    - 反-2-甲基-3-庚烯 CAS#  ？

  - 2-甲基-2-庚烯 CAS#627-97-4 
  - 2-甲基-1-庚烯 CAS#  ？
- 以3-甲基庚烷为骨架
  - 5-甲基-1-庚烯 混合CAS编号：？
    - (R)-5-甲基-1-庚烯 CAS#  ？
    - (S)-5-甲基-1-庚烯 CAS#16197-40-3 

  - 5-甲基-2-庚烯 混合CAS编号：？
    - (2E,5R)-5-甲基-2-庚烯 CAS#  ？
    - (2E,5S)-5-甲基-2-庚烯 CAS#  ？
    - (2Z,5R)-5-甲基-2-庚烯 CAS#  ？
    - (2Z,5S)-5-甲基-2-庚烯 CAS#  ？

  - 5-甲基-3-庚烯 混合CAS编号：？
    - (3E,5R)-5-甲基-3-庚烯 CAS#  ？
    - (3E,5S)-5-甲基-3-庚烯 CAS#  ？
    - (3Z,5R)-5-甲基-3-庚烯 CAS#  ？
    - (3Z,5S)-5-甲基-3-庚烯 CAS#  ？

  - 3-甲基-3-庚烯 混合CAS编号：
    - (E)-3-甲基-3-庚烯 CAS#  ？
    - (Z)-3-甲基-3-庚烯 CAS#  ？

  - 3-甲基-2-庚烯 混合CAS编号：
    - (E)-3-甲基-2-庚烯 CAS#  ？
    - (Z)-3-甲基-2-庚烯 CAS#  ？

  - 3-甲基-1-庚烯 混合CAS编号：
    - (R)-3-甲基-1-庚烯 CAS#  ？
    - (S)-3-甲基-1-庚烯 CAS#  ？
- 以4-甲基庚烷为骨架
  - 4-甲基-1-庚烯 混合CAS编号：？
    - (R)-4-甲基-1-庚烯 CAS#  ？
    - (S)-4-甲基-1-庚烯 CAS#  ？

  - 4-甲基-2-庚烯 混合CAS编号：？
    - (2E,4R)-4-甲基-2-庚烯 CAS#  ？
    - (2E,4S)-4-甲基-2-庚烯 CAS#  ？
    - (2Z,4R)-4-甲基-2-庚烯 CAS#  ？
    - (2Z,4S)-4-甲基-2-庚烯 CAS#  ？

  - 4-甲基-3-庚烯 混合CAS编号：？
    - (E)-4-甲基-3-庚烯 PubChem CID：5352648
    - (Z)-4-甲基-3-庚烯 CAS#  ？

  - 2-丙基-1-戊烯  CAS#15918-08-8

### C6为主链
- 以3-乙基己烷为骨架
  - 4-乙基-1-己烯  CAS#  ？
  - 4-乙基-2-己烯  混合CAS编号：？
    - (E)-4-乙基-2-己烯 CAS#  ？
    - (Z)-4-乙基-2-己烯 CAS#  ？

  - 3-乙基-3-己烯  CAS#  ？
  - 3-乙基-2-己烯 混合CAS编号：？
    - (E)-3-乙基-1-己烯 CAS#  ？
    - (Z)-3-乙基-1-己烯 CAS#  ？

  - 3-乙基-1-己烯 混合CAS编号：？
    - (R)-3-乙基-1-己烯 CAS#  ？
    - (S)-3-乙基-1-己烯 CAS#  ？
- 以2,2-二甲基己烷为骨架
  - 5,5-二甲基-1-己烯（新辛烯）  CAS#  ？
  - 5,5-二甲基-2-己烯  混合CAS编号：？
    - (E)-5,5-二甲基-2-己烯 CAS#  ？
    - (Z)-5,5-二甲基-2-己烯 CAS#  ？

  - 2,2-二甲基-3-己烯  混合CAS编号：？
    - (E)-2,2-二甲基-3-己烯 CAS#  ？
    - (Z)-2,2-二甲基-3-己烯 CAS#  ？
- 以2,3-二甲基己烷为骨架
  - 4,5-二甲基-1-己烯 混合CAS编号：？
    - (R)-4,5-二甲基-1-己烯  CAS#  ？
    - (S)-4,5-二甲基-1-己烯  CAS#  ？

  - 4,5-二甲基-2-己烯 混合CAS编号：？
    - (2E,4R)-4,5-二甲基-2-己炔  CAS#  ？
    - (2E,4S)-4,5-二甲基-2-己炔  CAS#  ？
    - (2Z,4R)-4,5-二甲基-2-己炔  CAS#  ？
    - (2Z,4S)-4,5-二甲基-2-己炔  CAS#  ？

  - 2,3-二甲基-3-己烯 混合CAS编号：？
    - (E)-2,3-二甲基-3-己烯  CAS#  ？
    - (Z)-2,3-二甲基-3-己烯  CAS#  ？

  - 2,3-二甲基-2-己烯  CAS#  ？
  - 2,3-二甲基-1-己烯 混合CAS编号：？
    - (R)-2,3-二甲基-1-己烯  CAS#  ？
    - (S)-2,3-二甲基-1-己烯  CAS#  ？
- 以2,4-二甲基己烷为骨架
  - 3,5-二甲基-1-己烯 混合CAS编号：？
    - (R)-3,5-二甲基-1-己烯  CAS#  ？
    - (S)-3,5-二甲基-1-己烯  CAS#  ？

  - 3,5-二甲基-2-己烯 混合CAS编号：？
    - (E)-3,5-二甲基-2-己烯  CAS#  ？
    - (Z)-3,5-二甲基-2-己烯  CAS#  ？

  - 4-甲基-2-乙基-1-戊烯  CAS#  ？
  - 2,4-二甲基-3-己烯 混合CAS编号：？
    - (E)-2,4-二甲基-3-己烯  CAS#  ？
    - (Z)-2,4-二甲基-3-己烯  CAS#  ？

  - 2,4-二甲基-2-己烯 混合CAS编号：？
    - (R)-2,4-二甲基-2-己烯  CAS#  ？
    - (S)-2,4-二甲基-2-己烯  CAS#  ？

  - 2,4-二甲基-1-己烯 混合CAS编号：？
    - (R)-2,4-二甲基-1-己烯  CAS#  ？
    - (S)-2,4-二甲基-1-己烯  CAS#  ？
- 以2,5-二甲基己烷为骨架
  - 2,5-二甲基-1-己烯  CAS# ？
  - 2,5-二甲基-2-己烯  CAS# ？
  - 2,5-二甲基-3-己烯  混合CAS编号：？
    - (E)-2,5-二甲基-3-己烯  CAS#  ？
    - (Z)-2,5-二甲基-3-己烯  CAS#  ？
- 以3,3-二甲基己烷为骨架
  - 3,3-二甲基-1-己烯  CAS#  ？
  - 4,4-二甲基-2-己烯  混合CAS编号：？
    - (E)-4,4-二甲基-2-己烯  CAS#  ？
    - (Z)-4,4-二甲基-2-己烯  CAS#  ？

  - 4,4-二甲基-1-己烯  CAS#  ？
- 以3,4-二甲基己烷为骨架
  - 3,4-二甲基-1-己烯 混合CAS编号：？
    - (3R,4R)-3,4-二甲基-1-己烯  CAS#  ？
    - (3S,4S)-3,4-二甲基-1-己烯  CAS#  ？
    - (3R,4S)-3,4-二甲基-1-己烯  CAS#  ？
    - (3S,4R)-3,4-二甲基-1-己烯  CAS#  ？

  - 3,4-二甲基-2-己烯 混合CAS编号：？
    - (2E,4R)-3,4-二甲基-2-己烯  CAS#  ？
    - (2Z,4S)-3,4-二甲基-2-己烯  CAS#  ？
    - (2E,4S)-3,4-二甲基-2-己烯  CAS#  ？
    - (2Z,4R)-3,4-二甲基-2-己烯  CAS#  ？

  - 3-甲基-2-乙基-1-戊烯  混合CAS编号：？
    - (R)-3-甲基-2-乙基-1-戊烯  CAS#  ？
    - (S)-3-甲基-2-乙基-1-戊烯  CAS#  ？

  - 3,4-二甲基-3-己烯  混合CAS编号：？
    - (E)-3,4-二甲基-3-己烯  CAS#  ？
    - (Z)-3,4-二甲基-3-己烯  CAS#  ？

### C5为主链
- 以2-甲基-3-乙基戊烷为骨架
  - 4-甲基-3-乙基-1-戊烯 混合CAS编号：？
    - (R)-4-甲基-3-乙基-1-戊烯  CAS#  ？
    - (S)-4-甲基-3-乙基-1-戊烯  CAS#  ？

  - 4-甲基-3-乙基-2-戊烯 混合CAS编号：？
    - (E)-4-甲基-3-乙基-2-戊烯  CAS#  ？
    - (Z)-4-甲基-3-乙基-2-戊烯  CAS#  ？

  - 2-甲基-3-乙基-2-戊烯  CAS#  ？
  - 2-甲基-3-乙基-1-戊烯  CAS#  ？
- 以3-甲基-3-乙基戊烷为骨架
  - 3-甲基-3-乙基-1-戊烯  CAS#  ？
- 以2,2,3-三甲基戊烷为骨架
  - 3,4,4-三甲基-1-戊烯 混合CAS编号：？
    - (R)-3,4,4-三甲基-1-戊烯  CAS#  ？
    - (S)-3,4,4-三甲基-1-戊烯  CAS#  ？

  - 3,4,4-三甲基-2-戊烯 混合CAS编号：？
    - (E)-3,4,4-三甲基-2-戊烯  CAS#  ？
    - (Z)-3,4,4-三甲基-2-戊烯  CAS#  ？

  - 3,3-二甲基-2-乙基-1-丁烯  CAS#  ？
- 以2,2,4-三甲基戊烷为骨架
  - 2,4,4-三甲基-1-戊烯  CAS#  ？
  - 2,4,4-三甲基-2-戊烯  CAS#  ？
- 以2,3,3-三甲基戊烷为骨架
  - 3,3,4-三甲基-1-戊烯  CAS#  ？
  - 2,3,3-三甲基-1-戊烯  CAS#  ？
- 以2,3,4-三甲基戊烷为骨架
  - 2,3,4-三甲基-1-戊烯  混合CAS编号：？
    - (R)-2,3,4-三甲基-1-戊烯  CAS#  ？
    - (S)-2,3,4-三甲基-1-戊烯  CAS#  ？

  - 2,3,4-三甲基-2-戊烯  CAS#  ？
  - 3-甲基-2-异丙基-1-丁烯  CAS#  ？